# Coazze
Coazze is een gemeente in de Italiaanse provincie Turijn (regio Piëmont) en telt 3039 inwoners (31-12-2004). De oppervlakte bedraagt 56,5 km², de bevolkingsdichtheid is 54 inwoners per km².

## Demografie
Coazze telt ongeveer 1489 huishoudens. Het aantal inwoners steeg in de periode 1991-2001 met 13,4% volgens cijfers uit de tienjaarlijkse volkstellingen van ISTAT.
| Jaar | Inwoneraantal |
| ---- | ------------- |
| 1991 | 2547          |
| 2001 | 2889          |

## Geografie
Coazze grenst aan de volgende gemeenten: San Giorio di Susa, Villar Focchiardo, Vaie, Sant'Antonino di Susa, Chiusa di San Michele, Valgioie, Giaveno, Roure en Perosa Argentina.

## Galerij

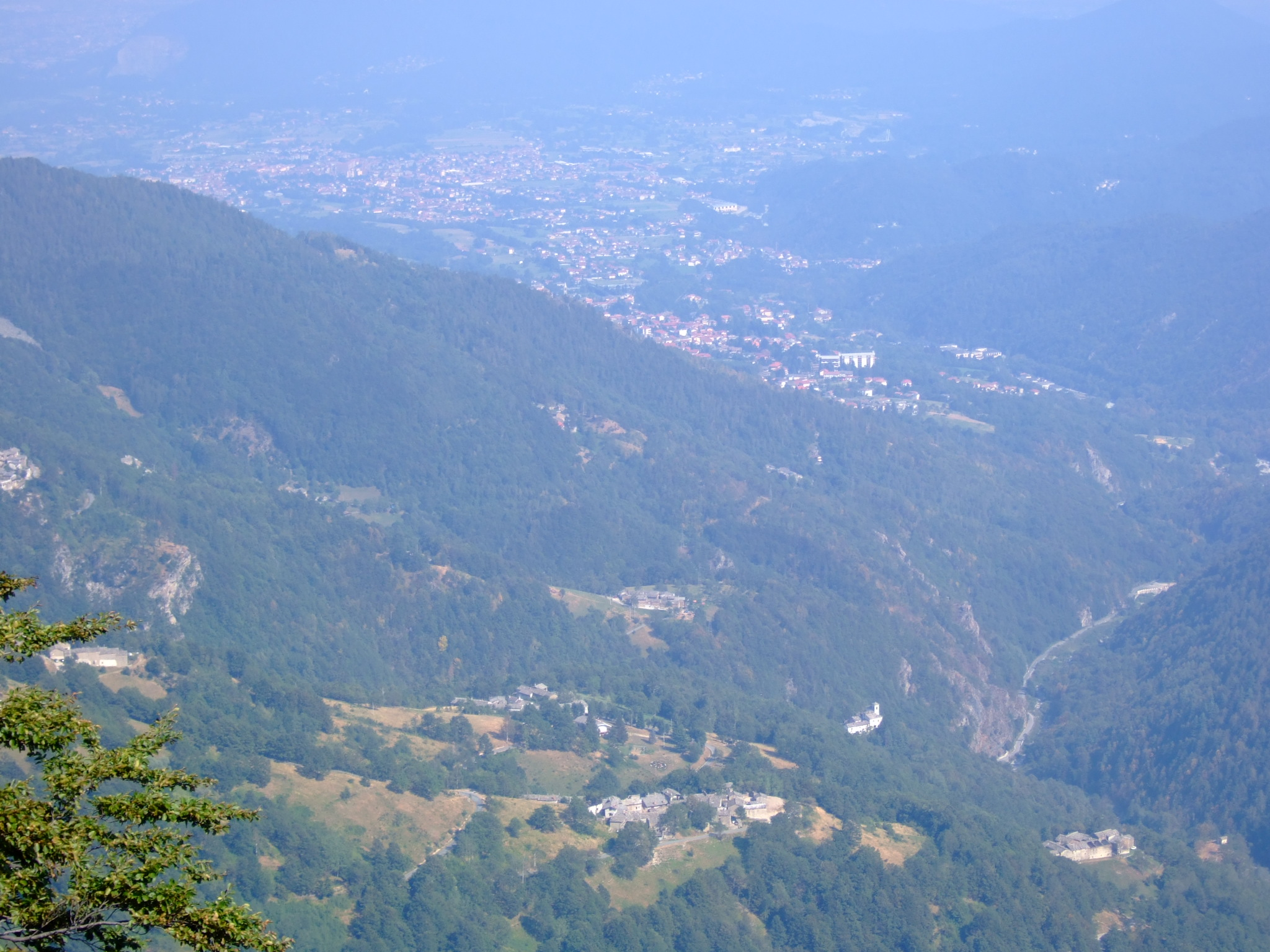
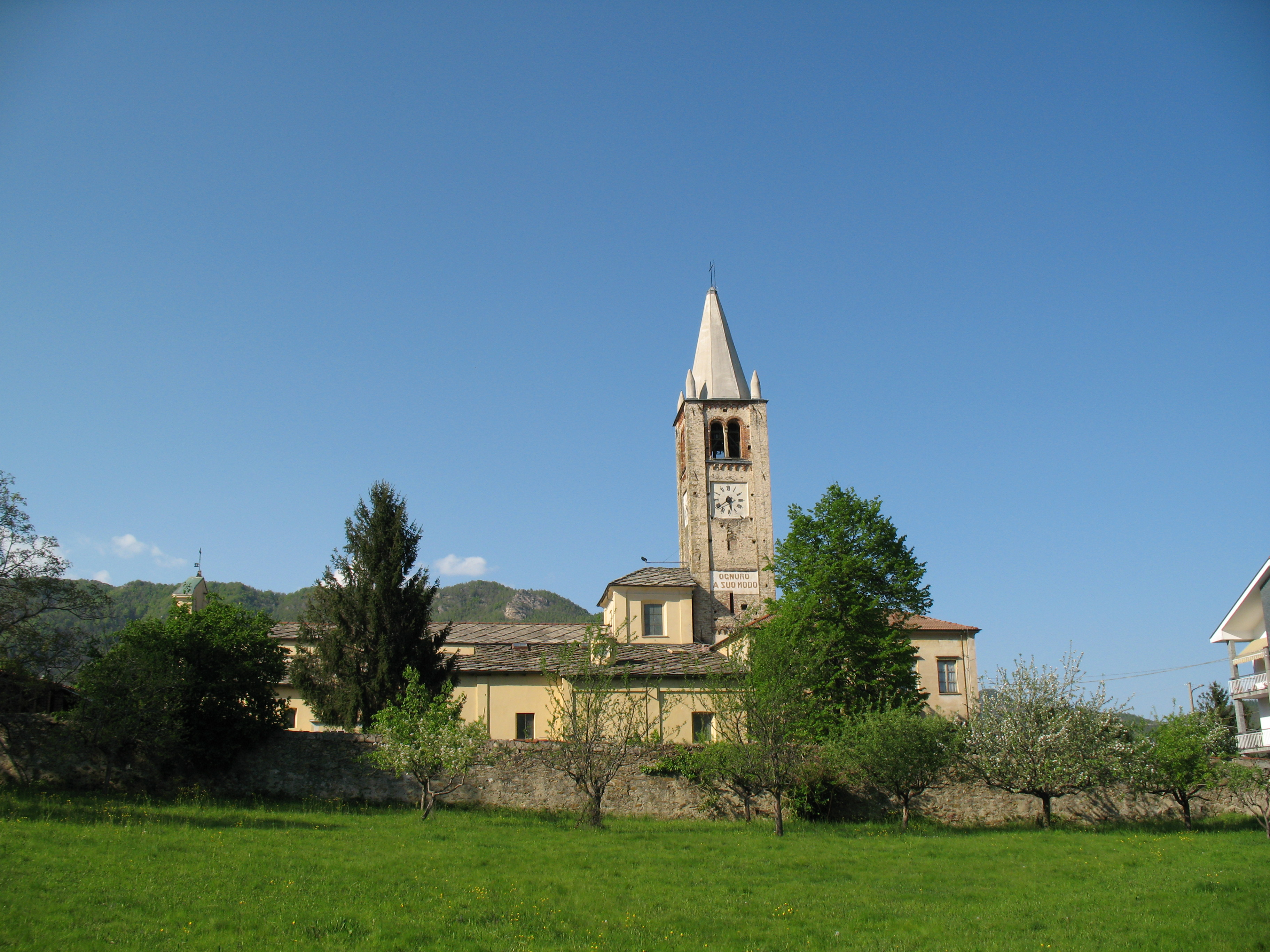
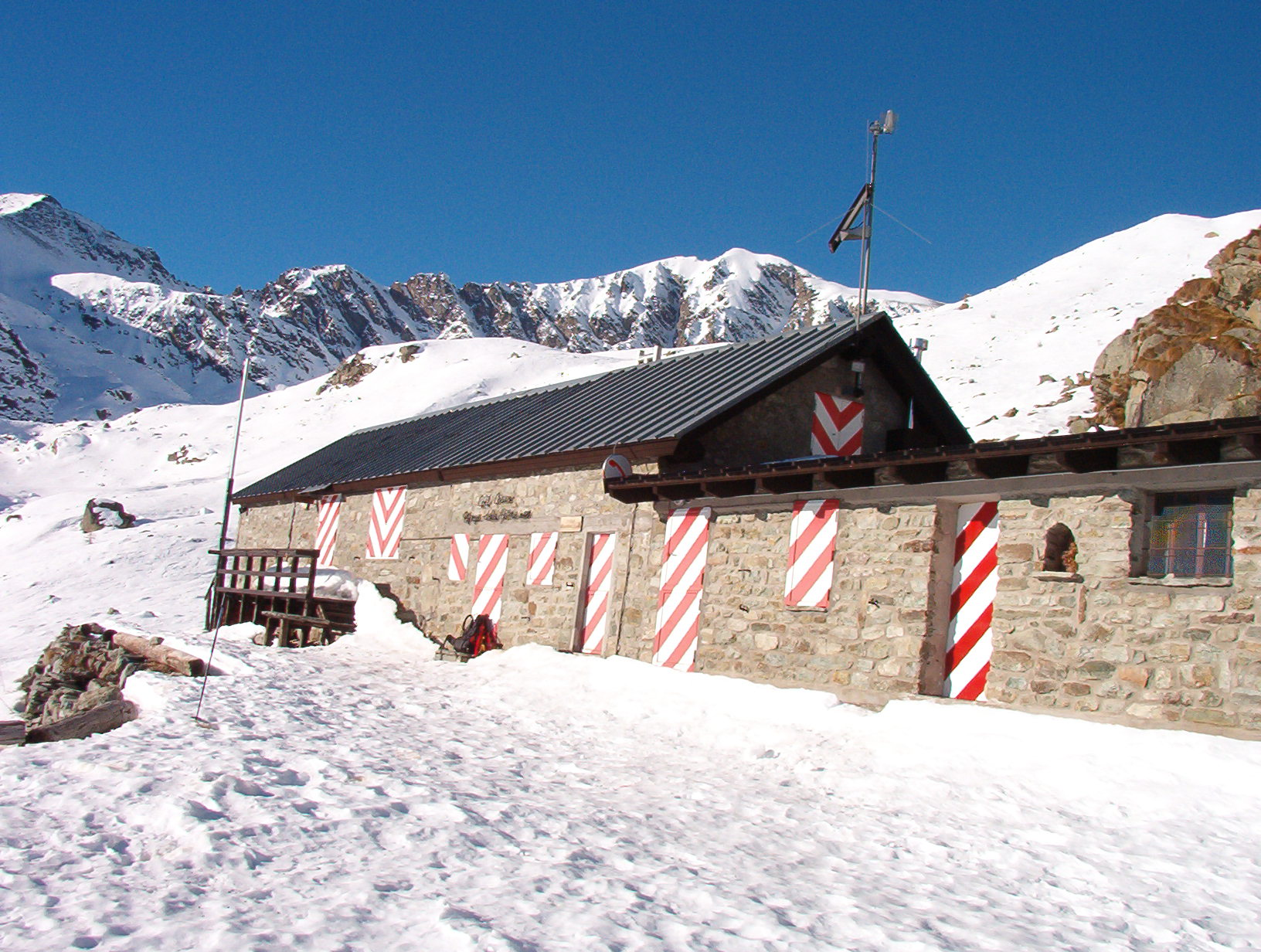

1. ↑  https://demo.istat.it/?l=it.